# نهائي كأس الكؤوس الأوروبية 1962
نهائي كأس الكؤوس الأوروبية 1962 هي المباراة النهائية من منافسة كأس الكؤوس الأوروبية 1961–62، أقيمت المباراة في 5 سبتمبر 1962، في مرسيدس بنز أرينا، بين فريقي أتلتيكو مدريد، ونادي فيورنتينا، وفاز فيها أتلتيكو مدريد، بعد أن هزم نادي فيورنتينا، بنتيجة 3 - 0، وكان حكم المباراة كورت تسكينسكير، وحضر المباراة 67186 شخصاً.

## تفاصيل المباراة
لعبت المباراة النهائية في 5 سبتمبر 1962.
| أتلتيكو مدريد | 3 -0 | نادي فيورنتينا |
| ------------- | ---- | -------------- |
|               |      |                |